# مرفی (کارولینای شمالی)
مرفی (به انگلیسی: Murphy) شهری در ایالت کارولینای شمالی کشور ایالات متحده آمریکا است که جمعیت آن در سرشماری سال ۲۰۱۰ میلادی، ۱٬۶۲۷ نفر بوده‌است.